# Berchères-les-Pierres
Pour les articles homonymes, voir Berchères.
Berchères-les-Pierres est une commune française située dans le département d'Eure-et-Loir en région Centre-Val de Loire.

## Géographie

### Situation

Situation géographique
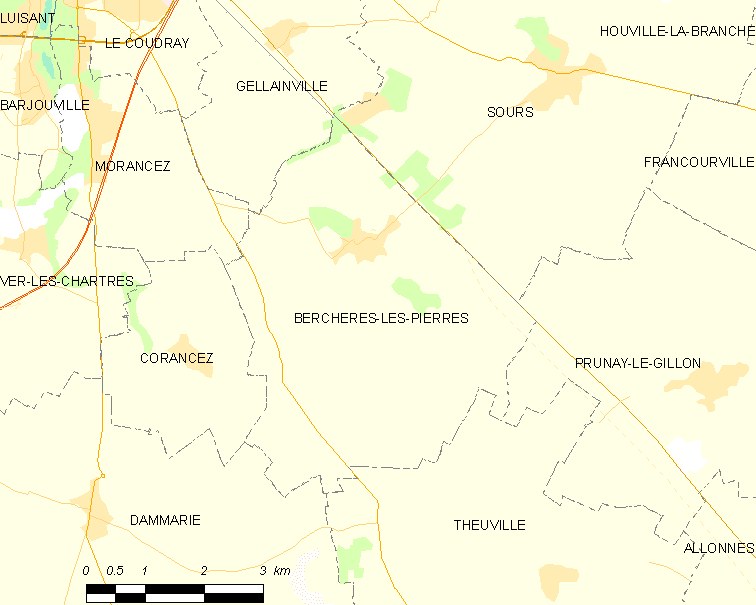
Carte de la commune de Berchères-les-Pierres.

### Communes limitrophes
| Gellainville      |                       | Sours            |
| Morancez Corancez | Berchères-les-Pierres |                  |
| Dammarie          | Theuville             | Prunay-le-Gillon |

### Lieux-dits et écarts
- Chamblay ;
- Bussay ;
- Bois de la Garenne ;
- Amprainville (lieu-dit).

### Climat
Pour des articles plus généraux, voir Climat du Centre-Val de Loire et Climat d'Eure-et-Loir.
En 2010, le climat de la commune est de type climat océanique dégradé des plaines du Centre et du Nord, selon une étude du CNRS s'appuyant sur une série de données couvrant la période 1971-2000. En 2020, Météo-France publie une typologie des climats de la France métropolitaine dans laquelle la commune est exposée à un climat océanique altéré et est dans la région climatique  Sud-ouest du bassin Parisien, caractérisée par une faible pluviométrie, notamment au printemps (120 à 150 mm) et un hiver froid (3,5 °C). 
Pour la période 1971-2000, la température annuelle moyenne est de 10,4 °C, avec une amplitude thermique annuelle de 15 °C. Le cumul annuel moyen de précipitations est de 624 mm, avec 10,5 jours de précipitations en janvier et 7,7 jours en juillet. Pour la période 1991-2020, la température moyenne annuelle observée sur la station météorologique de Météo-France la plus proche, sur la commune de Sours à 4 km à vol d'oiseau, est de 11,6 °C et le cumul annuel moyen de précipitations est de 587,6 mm,. Pour l'avenir, les paramètres climatiques de la commune estimés pour 2050 selon différents scénarios d'émission de gaz à effet de serre sont consultables sur un site dédié publié par Météo-France en novembre 2022.

## Urbanisme

### Typologie
Au 1er janvier 2024, Berchères-les-Pierres est catégorisée bourg rural, selon la nouvelle grille communale de densité à 7 niveaux définie par l'Insee en 2022.
Elle est située hors unité urbaine. Par ailleurs la commune fait partie de l'aire d'attraction de Chartres, dont elle est une commune de la couronne,. Cette aire, qui regroupe 117 communes, est catégorisée dans les aires de 50 000 à moins de 200 000 habitants,.

### Occupation des sols
L'occupation des sols de la commune, telle qu'elle ressort de la base de données européenne d’occupation biophysique des sols Corine Land Cover (CLC), est marquée par l'importance des territoires agricoles (93,8 % en 2018), une proportion sensiblement équivalente à celle de 1990 (94,1 %). La répartition détaillée en 2018 est la suivante : 
terres arables (93,8 %), forêts (3,8 %), zones urbanisées (2,4 %). L'évolution de l’occupation des sols de la commune et de ses infrastructures peut être observée sur les différentes représentations cartographiques du territoire : la carte de Cassini (XVIIIe siècle), la carte d'état-major (1820-1866) et les cartes ou photos aériennes de l'IGN pour la période actuelle (1950 à aujourd'hui).

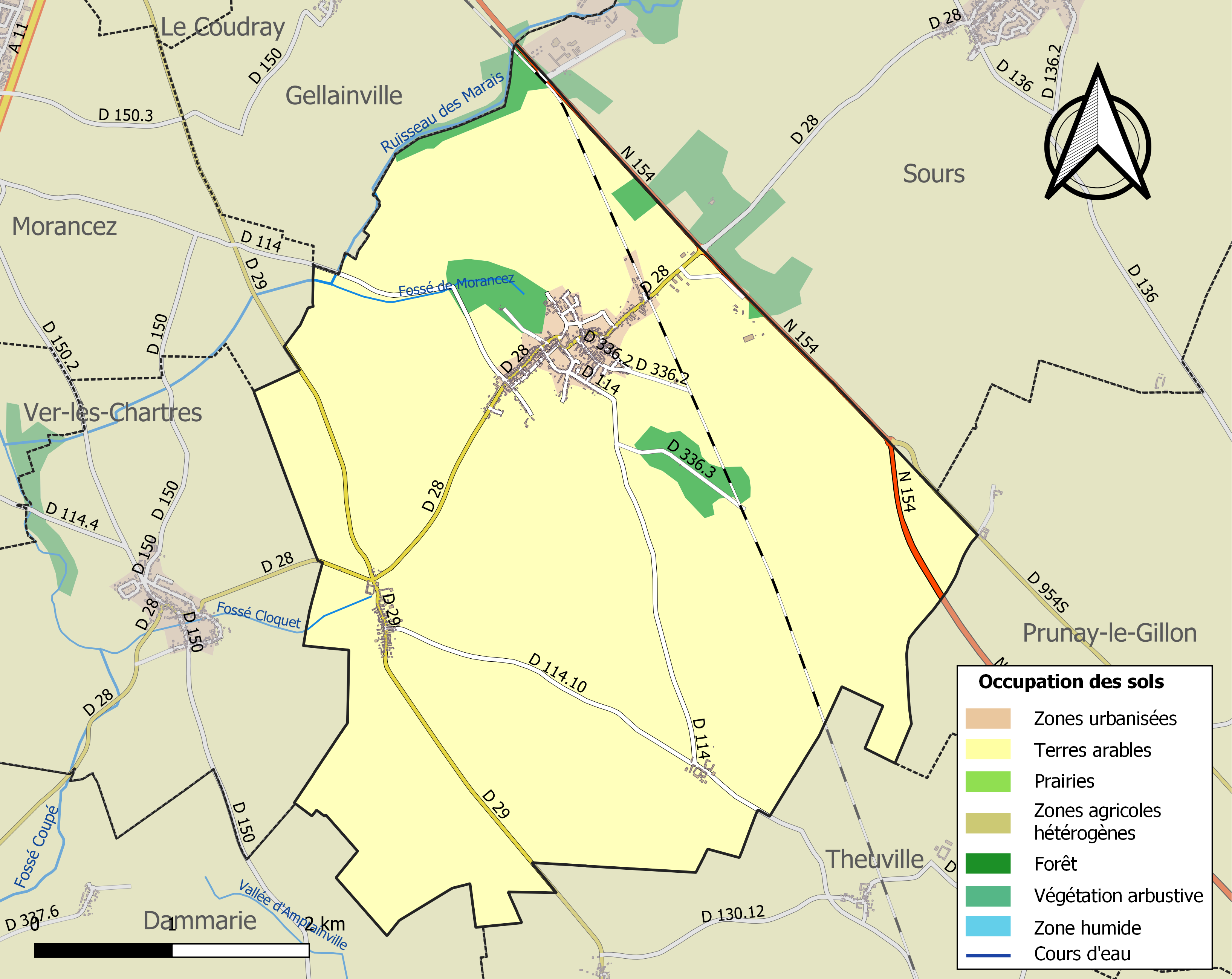
Carte des infrastructures et de l'occupation des sols de la commune en 2018 (CLC).

### Risques majeurs
Le territoire de la commune de Berchères-les-Pierres est vulnérable à différents aléas naturels : météorologiques (tempête, orage, neige, grand froid, canicule ou sécheresse), inondations, mouvements de terrains et séisme (sismicité très faible). Il est également exposé à un risque technologique, le transport de matières dangereuses. Un site publié par le BRGM permet d'évaluer simplement et rapidement les risques d'un bien localisé soit par son adresse soit par le numéro de sa parcelle.

#### Risques naturels
Certaines parties du territoire communal sont susceptibles d’être affectées par le risque d’inondation par débordement de cours d'eau, notamment La commune a été reconnue en état de catastrophe naturelle au titre des dommages causés par les inondations et coulées de boue survenues en 1999, 2000 et 2021,.

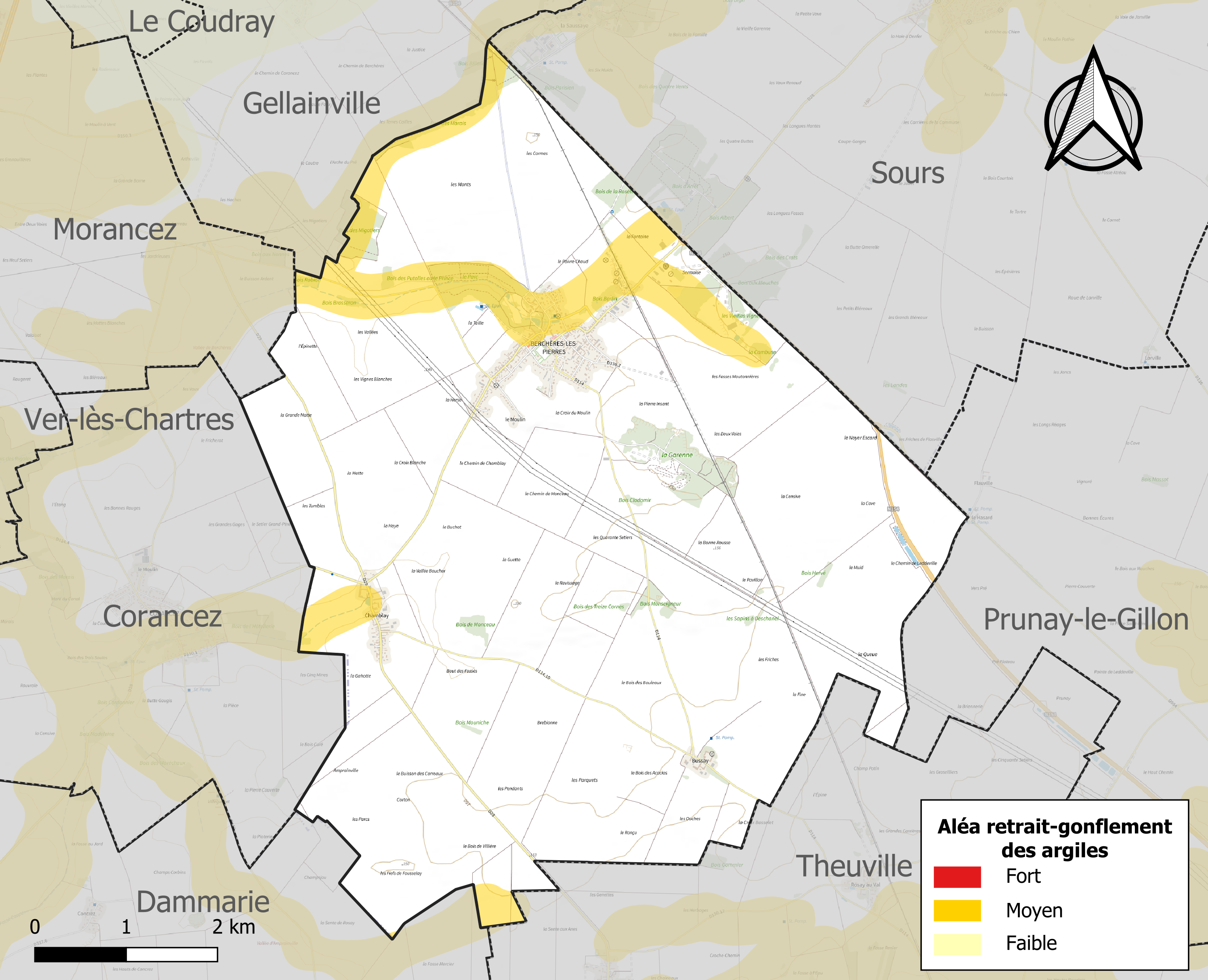
Carte des zones d'aléa retrait-gonflement des sols argileux de Berchères-les-Pierres.

Les mouvements de terrains susceptibles de se produire sur la commune sont des affaissements et effondrements liés aux cavités souterraines. L'inventaire national des cavités souterraines permet de localiser celles situées sur la commune.
Le retrait-gonflement des sols argileux est susceptible d'engendrer des dommages importants aux bâtiments en cas d’alternance de périodes de sécheresse et de pluie. 9,2 % de la superficie communale est en aléa moyen ou fort (52,8 % au niveau départemental et 48,5 % au niveau national). Sur les 435 bâtiments dénombrés sur la commune en 2019, 85 sont en aléa moyen ou fort, soit 20 %, à comparer aux 70 % au niveau départemental et 54 % au niveau national. Une cartographie de l'exposition du territoire national au retrait gonflement des sols argileux est disponible sur le site du BRGM,.
Concernant les mouvements de terrains, la commune a été reconnue en état de catastrophe naturelle au titre des dommages causés par des mouvements de terrain en 1999.

#### Risques technologiques
Le risque de transport de matières dangereuses sur la commune est lié à sa traversée par des infrastructures routières ou ferroviaires importantes ou la présence d'une canalisation de transport d'hydrocarbures. Un accident se produisant sur de telles infrastructures est en effet susceptible d’avoir des effets graves au bâti ou aux personnes jusqu’à 350 m, selon la nature du matériau transporté. Des dispositions d’urbanisme peuvent être préconisées en conséquence.

## Toponymie
Le nom de la localité est attesté sous la forme Bercherias en 1100, Bercheriae Episcopi vers 1250, Berchères les Pierres en 1793, lors de son renommage en pleine Révolution, Berchères-l'Évêque en 1801, la Révolution française étant terminée, et enfin Berchères-les-Pierres en 1879, la République étant définitivement revenue.
Berchères signifie : « terre à moutons ». Ce toponyme français est également présent en Eure-et-Loir dans le nom des communes de Berchères-Saint-Germain et Berchères-sur-Vesgre.
les-Pierres en référence à ses carrières de pierre qui servirent à la construction de nombreuses maisons et édifices, dont la cathédrale Notre-Dame de Chartres, l'abbaye Notre-Dame de l'Eau et le lycée Marceau.

## Histoire
Village agricole et carrier jusqu'au début du XXe siècle, Berchères est devenu une agglomération satellite de Chartres, l'activité agricole continue mais la production de pierre de taille n'existe plus. Chamblay, village-rue situé sur l'axe Chartres-Voves est un gros hameau agricole. En 1300, on y cultivait de la garance, fleur utilisée pour la teinture rouge. L'autre hameau, Bussay, ne comporte que trois fermes. Des terres de Bussay appartenaient aux templiers de la commanderie de Sours au Moyen Âge.

## Politique et administration

### Liste des maires
| Période                                  | Période   | Identité                   | Étiquette | Qualité                           |
| ---------------------------------------- | --------- | -------------------------- | --------- | --------------------------------- |
| Les données manquantes sont à compléter. |           |                            |           |                                   |
| 1929                                     | 1953      | Félix Chartier (1896-1953) | SFIO      | Cultivateur                       |
| 1953                                     | 1971      | Raymond Piedbourg          |           |                                   |
| 1971                                     | 1983      | Michel Levacher            |           |                                   |
| 1983                                     | mars 2008 | Henry Boutin               |           |                                   |
| mars 2008                                | mars 2014 | Christian Serive           |           |                                   |
| avril 2014                               | En cours  | Jean-Claude Breton,        |           | Ancienne profession intermédiaire |

## Population et société

### Démographie
L'évolution du nombre d'habitants est connue à travers les recensements de la population effectués dans la commune depuis 1793. Pour les communes de moins de 10 000 habitants, une enquête de recensement portant sur toute la population est réalisée tous les cinq ans, les populations de référence des années intermédiaires étant quant à elles estimées par interpolation ou extrapolation. Pour la commune, le premier recensement exhaustif entrant dans le cadre du nouveau dispositif a été réalisé en 2005.

En 2022, la commune comptait 1 000 habitants, en évolution de −0,79 % par rapport à 2016 (Eure-et-Loir : −0,23 %, France hors Mayotte : +2,11 %).
| 1793 | 1800 | 1806 | 1821 | 1831 | 1836 | 1841 | 1846 | 1851 |
| ---- | ---- | ---- | ---- | ---- | ---- | ---- | ---- | ---- |
| 600  | 638  | 670  | 651  | 714  | 735  | 760  | 740  | 778  |

| 1856 | 1861 | 1866 | 1872 | 1876 | 1881 | 1886 | 1891 | 1896 |
| ---- | ---- | ---- | ---- | ---- | ---- | ---- | ---- | ---- |
| 811  | 800  | 841  | 838  | 830  | 825  | 816  | 807  | 764  |

| 1901 | 1906 | 1911 | 1921 | 1926 | 1931 | 1936 | 1946 | 1954 |
| ---- | ---- | ---- | ---- | ---- | ---- | ---- | ---- | ---- |
| 785  | 770  | 761  | 681  | 708  | 730  | 658  | 681  | 671  |

| 1962 | 1968 | 1975 | 1982 | 1990 | 1999 | 2005 | 2006 | 2010 |
| ---- | ---- | ---- | ---- | ---- | ---- | ---- | ---- | ---- |
| 612  | 670  | 728  | 711  | 882  | 916  | 961  | 957  | 985  |

| 2015 | 2020 | 2022  | - | - | - | - | - | - |
| ---- | ---- | ----- | - | - | - | - | - | - |
| 997  | 969  | 1 000 | - | - | - | - | - | - |

### Manifestations culturelles et festivités
- La Berchéroise, une randonnée de Chartres à Berchères, est organisée chaque année en juin par l'association Berch'Pierre[29], créée en 2005 afin de rendre hommage aux bâtisseurs de la cathédrale Notre-Dame de Chartres et de mieux faire connaître les propriétés de cette pierre calcaire extraite au bois de la Garenne[30],[31].

## Culture locale et patrimoine

### Lieux et monuments

#### L'éolienne Bollée
Sur la route de Chartres, la mare avec son lavoir est alimentée en eau par une éolienne d'Auguste Bollée, constructeur au Mans, frère du pionnier de l'automobile Amédée Bollée père,  Inscrit MH (1993).

#### L'église Notre-Dame

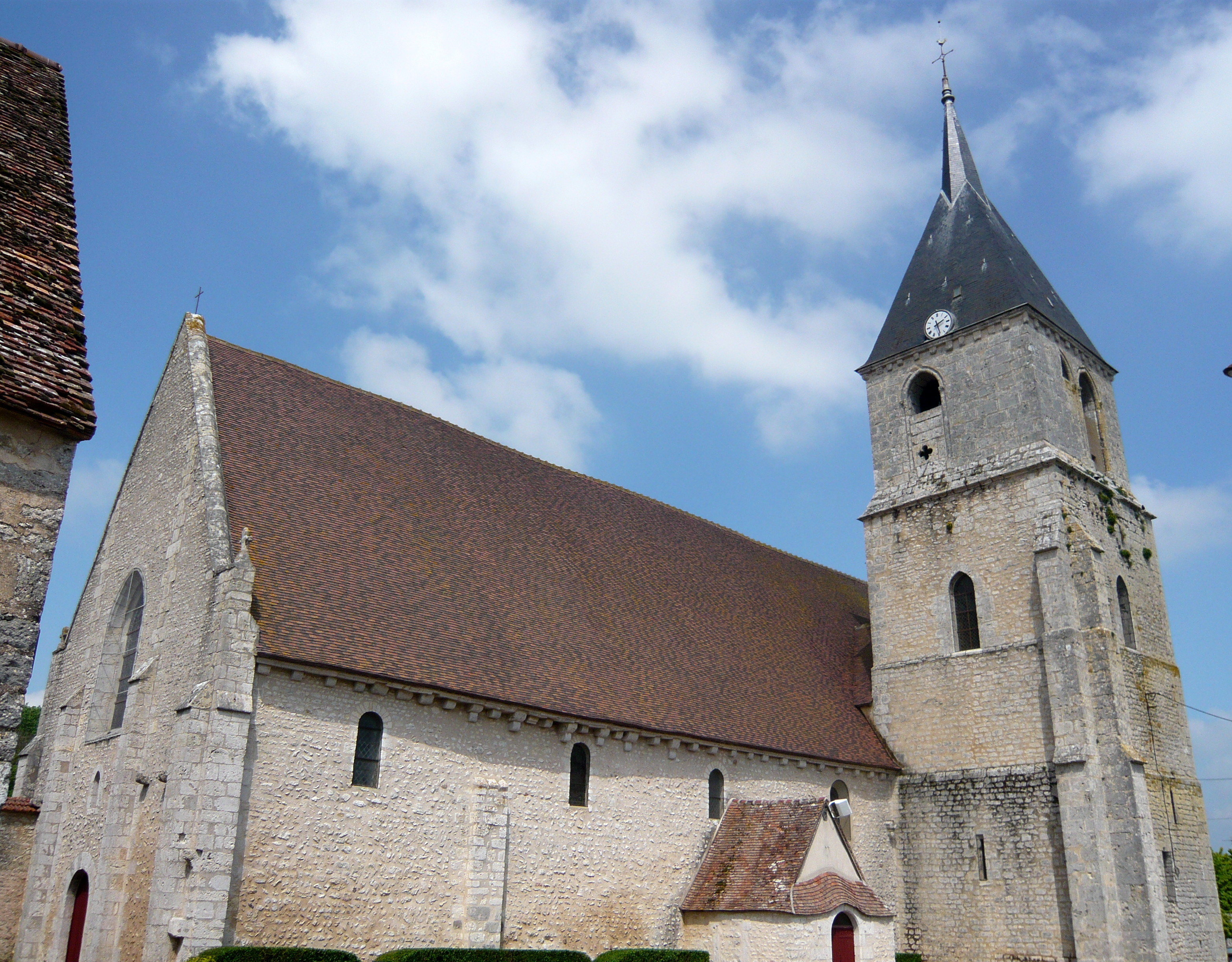
L'église Notre-Dame, XIIe siècle.

L'église Notre-Dame est du XIIe siècle, les murs de la nef sont probablement du XIe, son mur sud présentant un appareil en « écaille de poisson ». Les fenêtres du chœur et de l'abside ont été élargies au XIXe siècle, seule la nef a ses ouvertures romanes d'origine.
Au XVIIIe siècle, le rond-point de l'abside a été surélevé pour pouvoir installer à l'intérieur le retable, on voit encore à l'extérieur l'ancienne corniche qui est à la même hauteur que le sommet des murs de la nef.
Le dallage conserve de nombreuses pierres tombales de laboureurs, croix et socs de charrue. Au bas de la nef, se trouve une cuve baptismale romane en pierre de Berchères.
Le clocher, tour quadrangulaire du XIIIe siècle, avait autrefois son deuxième étage éclairé par huit hautes baies ogivales, deux par côté. Elles furent en partie réduites dans leur hauteur en réutilisant des pierres tombales sculptées de croix et d'épées (XIIe-XIIIe). Les  baies de l'angle sud-ouest ont été détruites à l'époque moderne. Dès sa construction, la tour du clocher communiquait par une grande arcade avec le chœur (la même disposition se retrouve à l'église de Corancez et dans bien d'autres églises), ensuite, cette arcade a été bouchée et le rez-de-chaussée de cette tour est devenu une sacristie.

#### Les carrières
Les carrières sont en grande partie remblayées et servent pour moitié de terrain de moto-cross. Dans l'autre moitié, plusieurs fronts de taille de différentes époques sont visibles grâce à un sentier pédestre aménagé dans le bois de la Garenne. Le sentier n'est cependant pas accessible en période de chasse.

#### Autres lieux et monuments
- Au nord de l'église, la ferme beauceronne appelée « la Grand maison », possession personnelle de l'évêque jusqu'à la Révolution (ce qui justifie l'ancien nom du village, il avait aussi à Berchères ses fourches patibulaires où il pouvait exercer sa justice par l'entremise de son vidame), conserve son portail du XIIIe siècle, porte charretière avec ses boute-roues et porte piétonne, surmontées chacune d'un grand arc ogival. Ce sont les seuls vestiges de la clôture complète de cette ferme réalisée sur les ordres de l'évêque Pierre de Mincy en 1272. Elle possède aussi dans son jardin un grand vivier[34].
- À proximité du hameau de Bussay, dolmen de la Pierre Nochat, sépulture mégalithique malheureusement bouleversée en 1961[35].
- À droite de la route qui va de Berchères à Chamblay, au lieu-dit « La Motte », probable sépulture sous dalle comme celle qui existe sur la commune de Sours et qui est appelée « la Pierre complissée ».
- La gare de Berchères-les-Pierres est située à proximité du point kilométrique 11 de la ligne de Chartres à Orléans, entre les gares de Beaulieu-Le Coudray et Theuville ; elle est actuellement fermée, la ligne étant limitée au fret. Une réouverture complète de la ligne au trafic voyageurs est envisagée au début des années 2020.

Lieux et monuments de Berchères-les-Pierres.
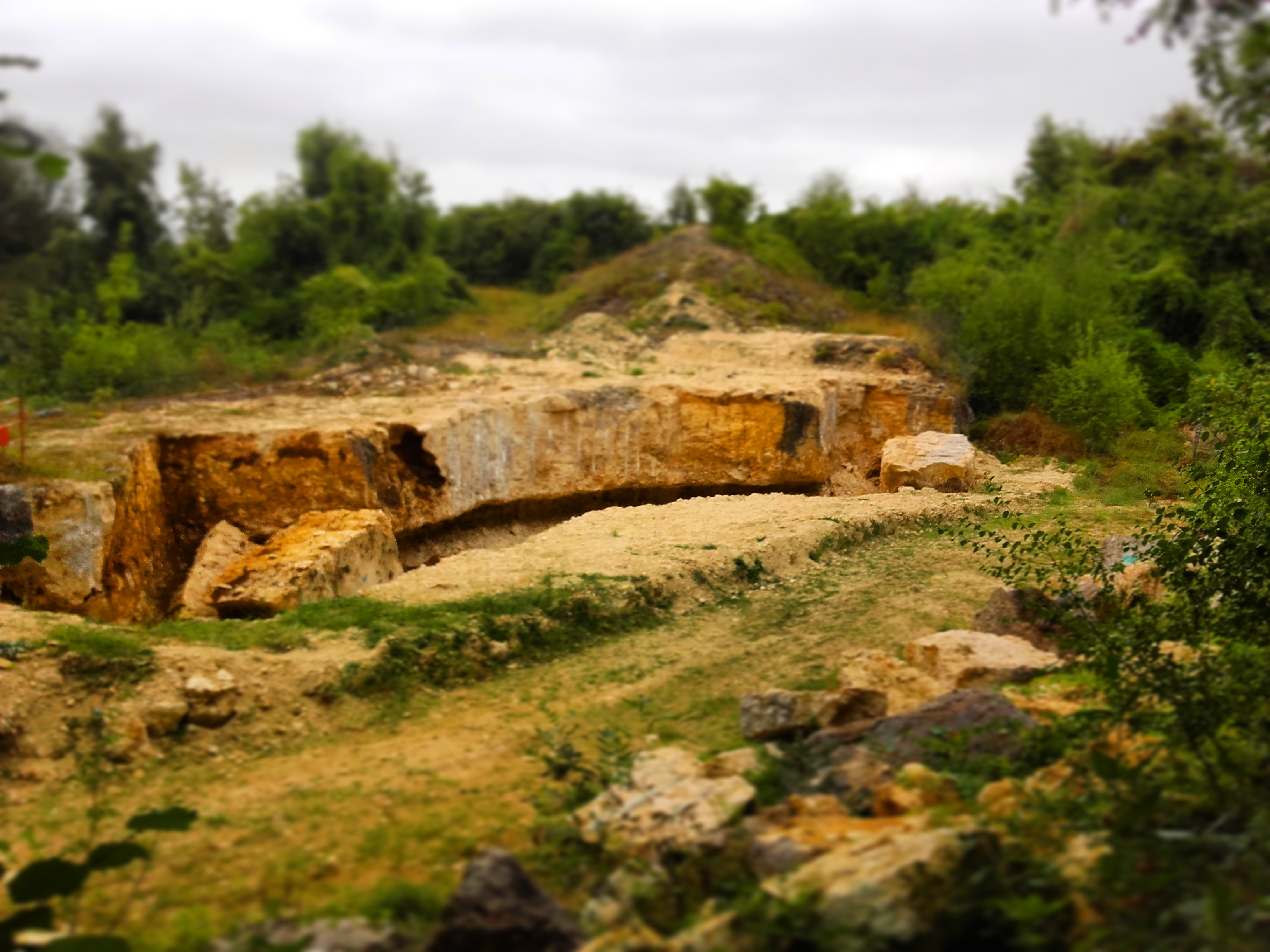
Un des fronts de la carrière de Berchères-les-Pierres.
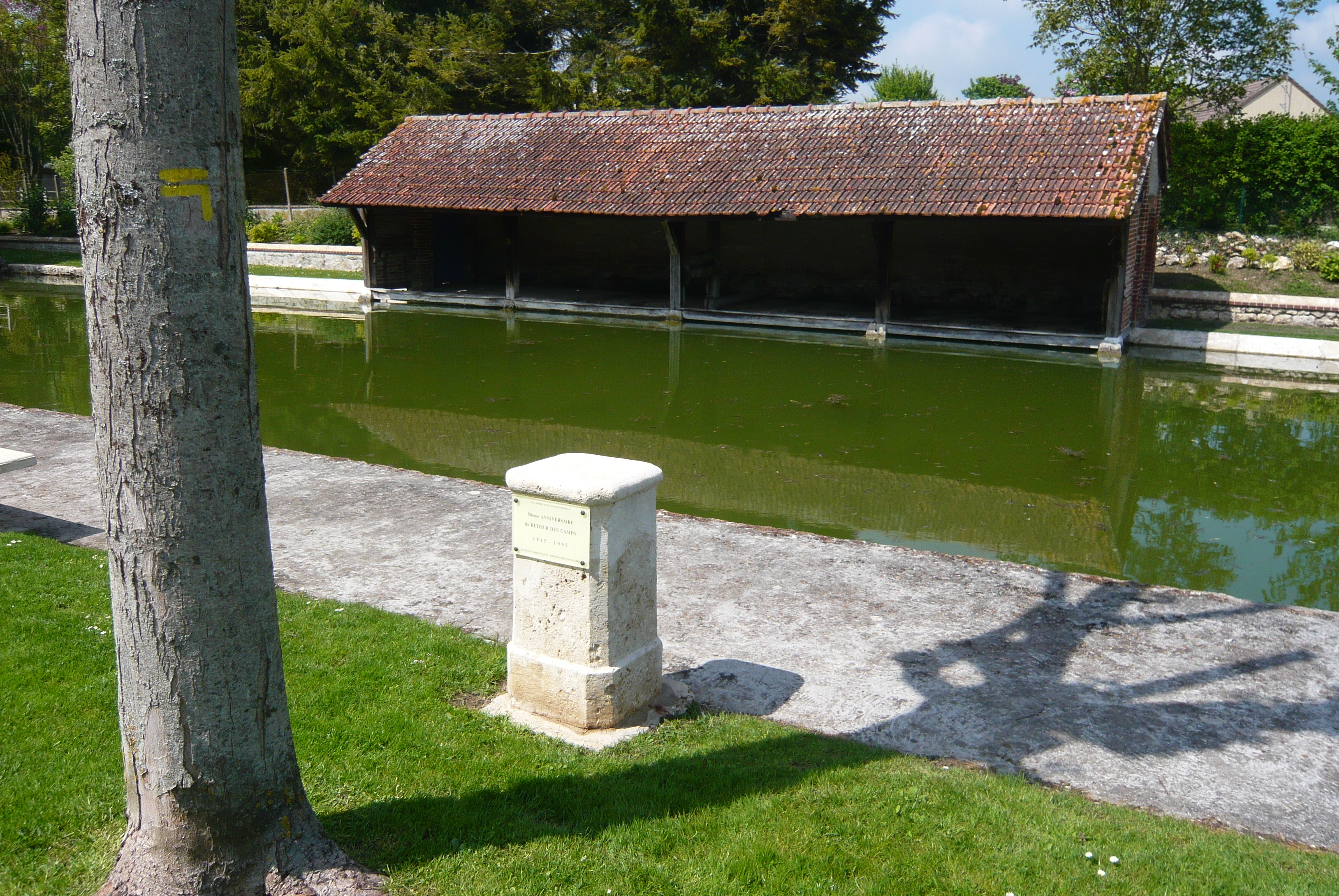
Le lavoir et la commémoration du 50ème anniversaire du retour des camps.
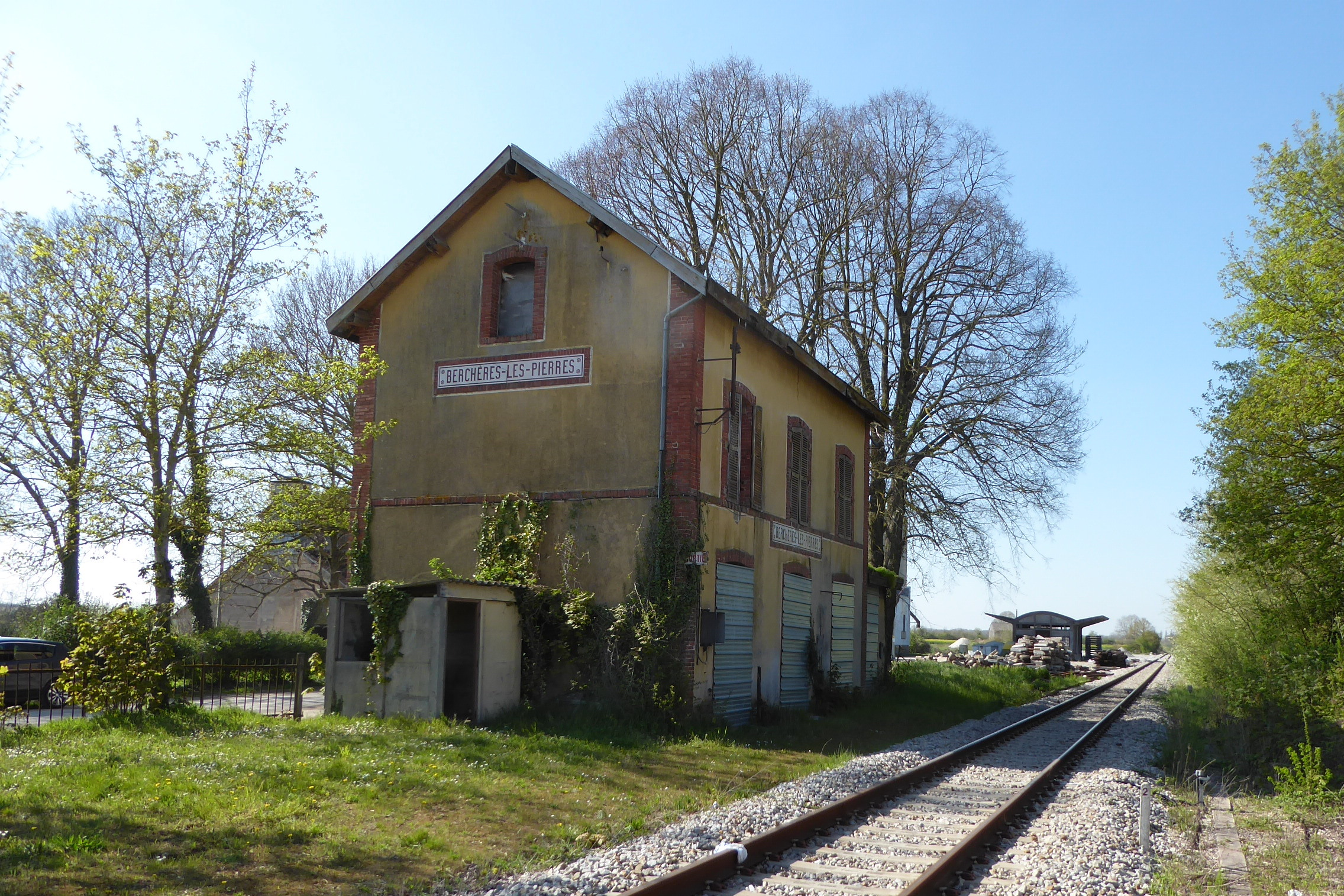
L'ancienne gare et le nouveau ballast.

### Personnalités liées à la commune
- Alfred Loreau (1843-1922), directeur de la manufacture des émaux de Briare et homme politique français. Il est né à Berchères le 20 décembre 1843 (il a pour témoin son oncle du côté paternel, François Isidore Debas, magnanier, domicilié à Berchères).
- Edmond Desouches (1904-1997), député d'Eure-et-Loir, maire de Lucé de 1947 à 1989 et président du conseil général. Son père était artisan maçon à Berchères.
- François Levacher (1915-2000), député d'Eure-et-Loir de 1952 à 1955, sénateur d'Eure-et-Loir de 1959 à 1971, né le 24 août 1915 à Berchères-les-Pierres et mort à Chartres.